# Calvin Coolidge
John Calvin Coolidge (Plymouth, Vermont, Estats Units, 4 de juliol de 1872 - Northampton (Massachusetts), 5 de gener de 1933) va ser president dels Estats Units entre el 3 d'agost de 1923 i el 3 de març de 1929. Anteriorment al càrrec va ser advocat, funcionari, governador de l'estat de Massachusetts i vicepresident durant la presidència de Harding. En morir el President Harding, va assumir la presidència, i després va complir un altre període com a president electe.
El seu mandat destaca pel creixement econòmic, lligat a la innovació en les comunicacions i la rebaixa general dels impostos sobre la majoria de la població. Per contra, va protagonitzar un període de relatiu aïllacionisme exterior.